# Aeropuerto Internacional Eugene F. Correia - Ogle
El Aeropuerto Internacional Eugene F. Correia - Ogle  (en inglés: Eugene F. Correia International Airport - Ogle) (IATA: OGL, ICAO: SYGO) se encuentra en la costa del Océano Atlántico de Guyana, a 9,7 km al este de la capital, Georgetown, en la región de Demerara-Mahaica de Guyana.
El aeropuerto se conocía anteriormente como Aeropuerto Internacional de Georgetown-Ogle y es el segundo aeropuerto internacional junto con el Aeropuerto Internacional Cheddi Jagan que sirve a Georgetown y sus alrededores.

## Historia

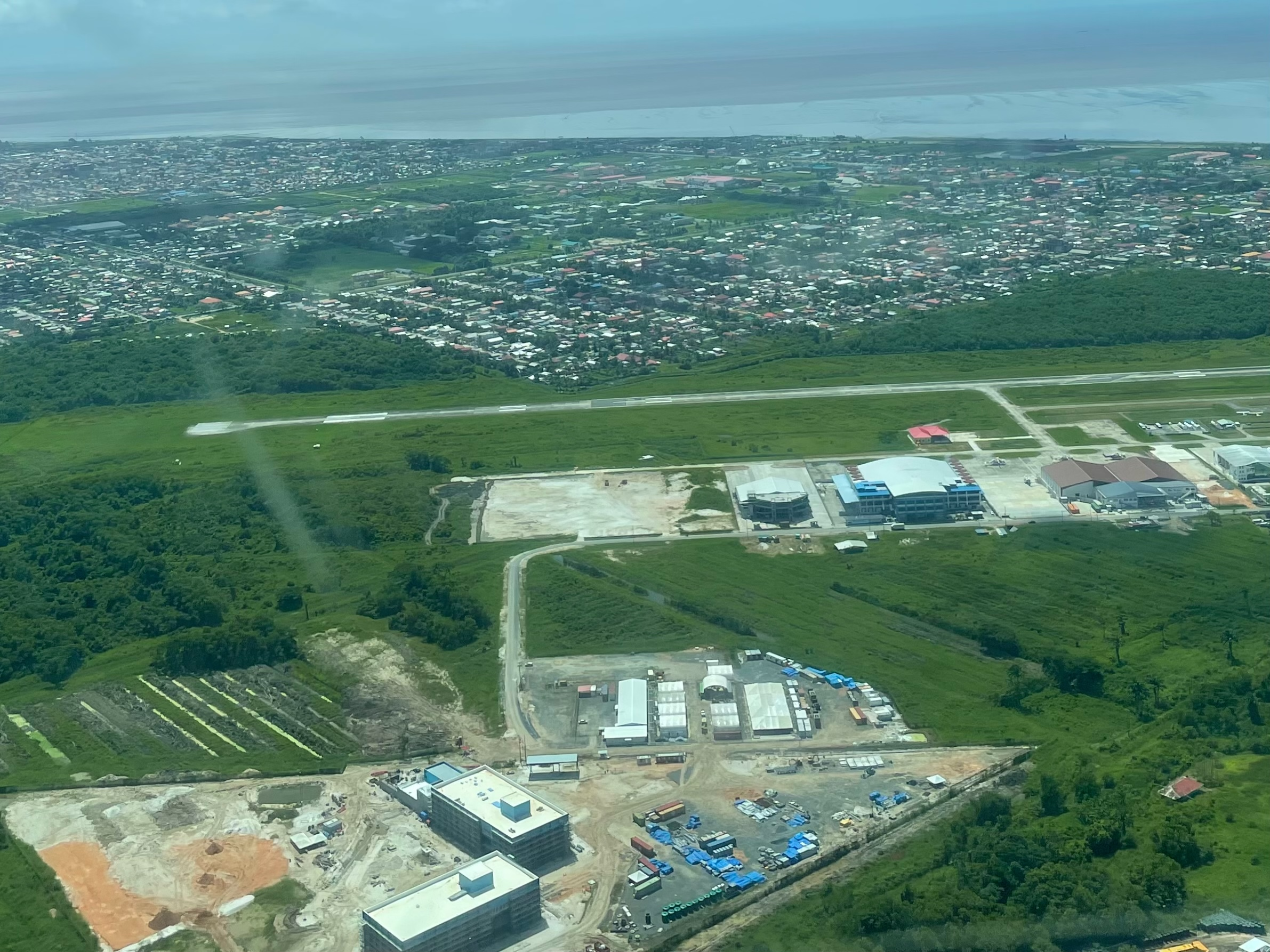
Vista aérea de la pista de aterrizaje y la terminal del Aeropuerto Eugene F. Correia-Ogle. Al fondo, la ciudad de Georgetown.

En 2003 el aeropuerto fue un importante hub local, transportando unos 50.000 pasajeros y 1.800 toneladas de carga al año. Las obras de ampliación comenzaron ese año para alcanzar el estatus de un aeropuerto internacional, con instalaciones acondicionadas para la inmigración , aduanas, control del tráfico aéreo, servicio de bomberos y de salud. La pista alargada y ampliada está ahora en servicio, y una ceremonia para abrir formalmente la nueva terminal del aeropuerto se celebró en marzo de 2007.
OGL recibió su certificación de aeropuerto internacional en 2009. Tiene una pista de aterrizaje Clase 1A de 4200 pies (1300 m) de largo hecha de concreto (07-25). La antigua pista 07R-25L ahora se utiliza solo como calle de rodaje. Opera bajo Reglas de Vuelo Visual (VFR) y Reglas de Vuelo Instrumental (IFR). El aeropuerto es capaz de manejar aviones comerciales más pequeños, así como aviones turbohélice regionales, como el Beechcraft 1900D volado por Trans Guyana Airways, así como el ATR 72 operado por Caribbean Airlines.
Fue rebautizado como Aeropuerto Internacional Eugene F. Correia en 2016 en honor al gobernador de la Guyana portuguesa Eugene F. Correia.

## Destinos
| Aerolíneas           | Países            | Destinos      | Aeropuertos                                 |
| -------------------- | ----------------- | ------------- | ------------------------------------------- |
| Caribbean Airlines   | Barbados          | Bridgetown    | Aeropuerto Internacional Grantley Adams     |
| Caribbean Airlines   | Trinidad y Tobago | Puerto España | Aeropuerto Internacional de Piarco          |
| Gum Air              | Surinam           | Panamaribo    | Aeropuerto Zorg en Hoop                     |
| Trans Guyana Airways | Guyana            | Georgetown    | Aeropuerto de Ogle                          |
| Trans Guyana Airways | Guyana            | Lethem        | Aeropuerto de Lethem                        |
| Trans Guyana Airways | Surinam           | Panamaribo    | Aeropuerto Zorg en Hoop                     |
| Trans Guyana Airways | Surinam           | Zanderij      | Aeropuerto Internacional Johan Adolf Pengel |